# السلالة النصرية
سلالة النصريين، والتي يشار إليها أيضًا باسم الصفاريين المتأخرين في سيستان أو المماليك في نيمروز، كانت سلالة سنية إيرانية حكمت سيستان في فراغ السلطة الذي خلفه انهيار الإمبراطورية الغزنوية وحتى الغزو المغولي لآسيا الوسطى .
كان النصريون فرعًا من سلالة الصفاريين، ويمثل تأسيس مملكة بني نصر في نمروز عام 1068 حتى حلها عام 1225 نهضة مؤقتة للحكم الصفاري في سيستان.
تأسست المملكة على يد تاج الدين الأول أبو الفضل نصر الذي كان ملك سيستان في عهد الغزنويين. حكم الملوك النصريون بشكل متقطع كملوك أو تابعين لقوى مجاورة أكبر،
بما في ذلك السلاجقة والغوريون والخوارزميون . تم حل المملكة على يد إينالتيجين خوارزمي في أعقاب الغزو المغولي، حكم المنطقة سلالة ثالثة من الصفاريين ، وهم الميهرابانيون .